# Певецький гірничо-збагачувальний комбінат
Певецький гірничо-збагачувальний комбінат — підприємство з видобутку та збагачення рудного і розсипного олова у Магаданській області Росії. Кар'єр, рудник. 400 рудних тіл.
Адреса: 686050 Магаданська область, Чукотский АО, Чаунский район, с. Валькумей.